# Franciszek Ksawery Dmochowski
Franciszek Ksawery Dmochowski SP herbu Pobóg (z przydomkiem Warda), ps. i krypt.: Citoyen polonois(?); F. D.; F. X. D.; F. X. D. Warda; F. X. W. D. réfugié polonois, auteur de l'écrit intitulé „Idées sur la Pologne” (ur. 2 grudnia 1762, zm. 20 czerwca 1808) – pijar, działacz polityczny, publicysta, teoretyk literatury klasycystycznej w Polsce, poeta i tłumacz.

## Życiorys
Urodził się w miejscowości Oprawczyki na Podlasiu w rodzinie drobnej szlachty herbu Pobóg (z przydomkiem Warda). Ojciec pisarza i wydawcy Franciszka Salezego Dmochowskiego.
Uczęszczał do szkół prowadzonych przez jezuitów i pijarów w Drohiczynie, a następnie od 1778 w Podolińcu na Spiszu. Po ukończeniu nowicjatu w 1778 został przyjęty do pijarów. Uczył (od roku 1783) w szkołach pijarskich w Radomiu, a w roku 1785 został przeniesiony do Warszawy na stanowisko podprefekta. W latach 1786–1787 wykładał łacinę w kolegium w Łomży, później (1788) w Radomiu. W tym okresie bezskutecznie zabiegał o katedrę literatury w Szkole Głównej Koronnej. W roku 1789 został nauczycielem w Szkole Wydziałowej w Warszawie.
Dzięki H. Kołłątajowi uzyskał zwolnienie ze ślubów zakonnych. Należał do Kuźnicy Kołłątajowskiej i Towarzystwa Krytycznego, a po śmierci Franciszka Salezego Jezierskiego (1791) został osobistym sekretarzem Hugona Kołłątaja i jego najbliższym współpracownikiem politycznym. W latach 1791–1793 był proboszczem parafii Podwyższenia Krzyża Świętego w Kole. Podczas rządów konfederacji targowickiej wyjechał za Kołłątajem do Saksonii. Tam też współtworzył kampanię publicystyczną przeciwko Targowicy.
W czasie insurekcji kościuszkowskiej porzucił stan duchowny i został członkiem Rady Najwyższej Narodowej. Jako kierownik Wydziału Instrukcji Rady Najwyższej Narodowej rozpoczął wydawanie Gazety Rządowej, która była oficjalnym organem powstańców.
Po upadku powstania przewodniczył Deputacji Polskiej w Paryżu. W roku 1800 wrócił do kraju, organizował Towarzystwo Przyjaciół Nauk i został jego pierwszym sekretarzem.
Zmarł pod Błoniem w czasie podróży do swojej posiadłości ziemskiej w Świeszu na Kujawach. Pochowany na Cmentarzu Powązkowskim w Warszawie.

## Twórczość
Autor pierwszej polskiej poetyki „Sztuki rymotwórczej” (1788), przeróbki „L’Art poétique” Nicolasa Boileau. Współautor dzieła „O ustanowieniu i upadku Konstytucji 3 maja 1791 r.” (1792). W latach 1801–1805 wydawał „Nowy Pamiętnik Warszawski”, wcześniej współredagował Gazetę Wolną Warszawską i „Gazetę Rządową”. Tłumaczył dzieła E. Younga (1785–1803), Miltona (1803), Horacego (1814), „Iliadę” (1790–1801) i fragmenty „Odysei” (1818) Homera, „Eneidę” Wergiliusza (nieukończony przekład).

### Ważniejsze utwory
1. List Sandomierzanki do Podolanki, Kraków 1784, wyd. następne: Antipodolanka czyli list Sandomierzanki do Podolanki, w: D. M. Krajewski: Podolanka wychowana w stanie natury...[2], Lwów 1784; fragmenty przedr. Z. Florczak, L. Pszczołowska w: Ludzie Oświecenia o języku i stylu, T. 2, Warszawa 1958 (autorstwo sporne; W. Smoleński i S. Pietraszko przypisują je Dmochowskiemu; B. Gubrynowicz i M. Szyjkowski – F. Siarczyńskiemu; sam Dmochowski – F. N. Golańskiemu: rękopis Biblioteka PAN Kraków, sygn. 714)
2. Kolęda do narodu na rok 1785, brak miejsca i roku wydania (autorstwo według S. Pietraszki)
3. Orzeł i paw. Bajka, Warszawa 1786 (autorstwo domniemane; druk nieznany; zapis Estreichera oparty prawdopodobnie na informacji z Pamiętnika Anonima Podolanina lub L. Cieszkowskiego)
4. Bajka: Paw w dobrach „Pana Podstoloego”, Warszawa 1786 (egz. nieznany); wiersz z rękopisu Biblioteki Jagiellońskiej (sygn. 2662) i Biblioteki Czartoryskich (sygn. 2809) ogł. J. Rychter Ognisko Domowe 1886, nr 70–71 (jako wiersz I. Krasickiego); z rękopisu Biblioteki Raczyńskich ogł. L. Bernacki w: I. Krasicki: Satyry i listy, Lwów 1908, s. 249–252, polemizując z tezą Rychtera (zapis Estreichera z powtórzeniem błędnego tytułu: Pan w dobrach „Pana Podstolego”, oparty na informacji Anonima Podolanina)
5. O cnotach towarzyskich i występkach im przeciwnych[3], Warszawa 1787 (2 wydania); wyd. następne: Wilno 1799; Warszawa 1806; Warszawa 1809; Warszawa 1817 (2 wydania); Warszawa 1822[4]; zobacz: Wydania zbiorowe (przeróbka z francuskiego)
6. Pochwała dobroczynności Jegomości Pana Karpia, chorążego upitskiego, Warszawa 1787
7. Sztuka rymotwórcza. Poema we czterech pieśniach[5], Warszawa 1778 (z wierszem dedykowanym Stanisławowi Augustowi i przedmową; 2 wydania); wyd. następne: wyd. 2[6] Wilno 1820; wyd. zmienione: zobacz Wydania zbiorowe; fragmenty przedr. J. Kott w: Poezja polskiego Oświecenia. Antologia, Warszawa 1954, także wyd. 2 Warszawa 1956; całość oprac. S. Pietraszko, Wrocław (1956), Biblioteka Narodowa, seria I, nr 158; fragmenty przedr. P. Hertz w: Zbiór poetów polskich XIX w., księga 1, Warszawa 1959 (według Nicolas Boileau: L’Art poétique)
8. Do stanów sejmujących, Warszawa 1788 (autorstwo niepewne)
9. Oratio pro instauratione studiorum in scholis Varsaviensis Scholarum Piarum, Warszawa 1789
10. Zakus nad zaciekami Wszechnicy Krakowskiej, czyli uwagi nad niektórymi tej akademii dysertacjami, Warszawa (1789); wyd. następne: zobacz Wydania zbiorowe; przedruk z wyd. 1 Z. Florczak, L. Pszczołowska List Sandomierzanki do Podolanki, t. 1 (autorstwo sporne; Korbut i S. Pietraszko uważają Zakus... za dzieło wspólne Dmochowskiego i F. Siarczyńskiego; Estreicher przypisuje je Siarczyńskiemu), broszura wymierzona przeciwko profesorom krakowskim: M. Fijałkowskiemu, J. Przybylskiemu i A. Trzcińskiemu.
11. Urywek z bicza kręconego w Krakowie z okazji „Zakusu nad zaciekami Wszechnicy Krakowskiej”, Warszawa 1789; wyd. następne: zobacz Wydania zbiorowe; fragmenty przedr.: Z. Florczak, L. Pszczołowska List Sandomierzanki do Podolanki, t. 1 (satyra na J. Przybylskiego, napisana z powodu jego wierszowanej odpowiedzi Heautomastix, czyli bicz na siebie samego, Kraków 1789)
12. Do J. O. Ks. Imci Karola Radziwiłła, wojewody wileńskiego, z okoliczności ofiarowanego Rzeczypospolitej legionu 6210 ludzi (wiersz), brak miejsca i roku wydania (autorstwo niepewne)
13. Mowa o potrzebie i sposobie uczenia się łaciny, przy dorocznym otwarciu szkół warszawskich XX Scholarum Piarum[7] (Warszawa 1790), wyd. następne: zobacz Wydania zbiorowe; przedr.: Z. Florczak, L. Pszczołowska List Sandomierzanki do Podolanki, t. 2
14. Do Stanów z okoliczności uchwały sto tysięcy wojska, brak miejsca wydania (1791)
15. Do JW JMci Panów Tadeusza Czackiego, starosty nowogrodzkiego, i Mikołaja Wolskiego, szambelana JKMci, z okoliczności wydanego pisma o Konstytucji 3 Maja, JJWW. Zaleskiemu, posłowi trockiemu, i Matuszewicowi, posłowi brzeskiemu-litewskiemu, poświęcone, brak miejsca wydania 1791 (autorstwo domniemane, zobacz: Estreicher XXXIII, 301)
16. Oda o sprawiedliwości, powst. około roku 1791
17. „O rokoszu pod Targowicą rzecz krótka”, brak miejsca wydania (1792); Korespondent Warszawski 1792, nr 34–35; broszura została włączona następnie z niewielkimi zmianami do dzieła O ustanowieniu i upadku Konstytucji 3 Maja, zobacz: Prace edytorskie (autorstwo niepewne, przypisywane również I. Potockiemu)
18. Discours pronocé à la barre de la Convention par les réfugiés polonais au nom de leur nation, 22 septembre 1795
19. Mémoires pour servir à l’histoire des révolutions de Pologne, particulièrement à celle de 1794. Par un citoyen polonois, Paryż 1795 (autorstwo przypisywane również J. Wybickiemu; pierwotnie pismo miało być napisane po polsku, następnie przełożone na francusku przez Ch. de La Roche; porównaj: Estreicher XXXIII, 413–414)
20. Idées sur la Pologne et sur les suites que doit avoir le partage de ce pays, Paryż 1796 (podpisane: F. X. D. Warda)
21. Réflexions sur une brochure intitulée: Kościuszko au peuple français (Paryż 1796)
22. Précis des casues de la destruction de la Pologne et des motifs qui nécessitent sa restauration, Paryż 1797 (autorstwo przypisywane również J. Wybickiemu)
23. La Savoie est à nous, wyd. 1795–1798 (informacja Anonima Podolanina; wydane pod krypt.: F. D.)
24. Ksiądz małżonek. Nic nowego, nic dziwnego, brak miejsca wydania 1800 (autorstwo sporne; przypisywane Dmochowskiemu i K. Wolskiemu; w odpowiedzi na to ukazało się: „Zdanie o niedawno wyszłym dziele pt. Ksiądz małżonek...”, Warszawa 1800j)
25. Mowa na obchód pamiątki Ignacego Krasickiego, arcybiskupa gnieźnieńskiego, miana na posiedzeniu publicznym Tow. Warsz. Przyj. Nauk dnia 12 grudnia 1801, Warszawa 1801; także Nowy Pamiętnik Warszawski 1802, t. 5, s. 87–118 i odb.; wyd. następne w: I. Krasicki: Dzieła poetyckie, t. 1, Warszawa 1802 i wyd. następne; zob. Wydania zbiorowe
26. „Życia uczonych ludzi. Wiadomość o życiu i pismach: S. Konarskiego, I. Krasickiego, K. Wyrwicza, T. Wagi, T. Ostrowskiego, I. Zaborowskiego, M. Wolskiego, J. Rogalińskiego, G. Piramowicza i J. Szymanowskiego”, Nowy Pamiętnik Warszawski 1801–1803; wyd. następne: zobacz Wydania zbiorowe; przekł. łaciński: A. K. Kamiński: Notitia brevis de vita et scriptis S. Konarski, Warszawa 1818; ogł. także w Nowym Pamiętniku Warszawskim 1801–1805 (broszura Pochwała S. Konarskiego, wyd. anonimowe w roku 1783, jest autorstwa D. M. Krajewskiego; Estreicher błędnie informuje o napisaniu przez Dmochowskiego w roku 1783 rozprawy pod takim samym tytułem).

Ponadto Dmochowski układał dla posłów głosy i mowy, pisał ulotne wierszyki w związku z poruszającą opinię publiczną sprawą Dogrumowej, był autorem rozpowszechnionych w rękopisach wierszyków z okazji obicia w Warszawie posłów Borzęckiego i Suchorzewskiego, przyznano mu autorstwo pieśni z okresu powstania kościuszkowskiego (m.in.: Pieśń ochotników, Hymn do Boga w teraźniejszych okolicznościach) i innych (zobacz np. rękopis: Biblioteka Kórnicka, sygn. 1619).
Natomiast przypisywane Dmochowskiemu (oraz J. K. Szaniawskiemu i M. Neymannowi) autorstwo paszkwilu Lettre de Jean Woytynski au général Dombrowski (Dąbrowski), commandant des légions polonaises, Warszawa (właściwie Paryż) 1798 – uchylił A. Grodek na rzecz P. Maleszewskiego.

### Przekłady
1. E. Young: Sąd ostateczny. Poema... Anglika po francusku przez p. Le Tourneur prozą, a z francuskiego na polski język wierszem przełożone[8], Warszawa 1785 (z wierszem dedykowanym A. Naruszewiczowi); wyd. 2 Warszawa 1803 (z przedmową Dmochowskiego); Machnówka 1805 (razem z J. Milton: Ułomki z „Raju utraconego”...); zobacz: Wydania zbiorowe
2. John Milton: Ułomki z „Raju utraconego”..., powst. 1786, wyd. Warszawa 1803; wyd. następne: Machnówka 1805 (razem z E. Young: Sąd ostateczny. Poema...); zobacz: Wydania zbiorowe
3. S. F. de Genlis: O religii uważanej jako jedynej szczęśliwości i prawdziwej filozofii zasadzie. Dzieło Jejmości Pani Hrabiny..., napisane dla edukacji synów książęcia aureliańskiego, z francuskiego na polski język... przełożone, Warszawa 1789
4. Homer: Iliada, księga I, brak miejsca wydania (przed rokiem 1791); t. 1 (księgi I-VIII), Warszawa 1791; całość: t. 1–3[9][10][11], Warszawa 1800–1801; wyd. następne w: Homer Dzieła, t. 1–3[12][13][14], Warszawa 1805; wyd. 3 Warszawa 1827–1828; oprac. T. Sinko, Kraków (1922), Biblioteka Narodowa, seria II, nr 17; także Kraków (1923); także Kraków (1924); także Kraków (1927); także Kraków (1930); także Kraków (1947); także Wrocław (1950); także Wrocław (1966); tłumaczenie z przekł. łacińskiego i parafrazy francuskiej, wzorując się na przekł. A. Pope’a (jako przedmowę dołączył Dmochowski przekł. fragmentu dzieła J. J. Barthélemy: Podróże młodego Anacharsysa do Grecji; fragm. tego przekładu przedr. I. Szydłowski w: Przykłady stylu polskiego, t. 1, Wilno 1827)
5. E. Young: Nocy Junga. Noc pierwsza, powst. 1798(?)-1803, wyd. Warszawa 1803 (z wierszem dedykowanym I. Kraciskiemu); wyd. następne: zobacz Wydania zbiorowe (tłum. z francuskiego, przekł. prozą Le Tourneura; Estreicher przypuszcza, że Dmochowski przełożył i dalsze części)
6. Claude Carloman de Rulhière: „Tłumaczenie z francuskiego Historii bezrządu Polski. Dzieło pośmiertne”, t. 1, Warszawa 1808 (współtłumacze: S. Staszic, J. K. Szaniawski, A. Horodyski, A. i K. Gliszczyńscy, A. Wyganowski, Orsetty, Wodzyński, Żółkowski, Orchowski)
7. P. M. Vergilius: Eneida, Warszawa 1809 (przekł. księgi I-IX, dalsze tłum.: Wincenty Jakubowski), wyd. 2 Warszawa 1830[15] (z uzupełnieniem F. S. Dmochowskiego i F. Kowalskiego)
8. Q. F. Horatius: Listów... księgi dwie przekładania... i O sztuce rymotwórczej do Pizonów księga jedna, przekładania O. Korotyńskiego, z tekstem łacińskim, Warszawa 1814; wyd. następne: zobacz Wydania zbiorowe
9. Homer: „Odyssei... księga druga, dotąd drukiem nie ogłoszona”, Pamiętnik Warszawski, t. 11 (1818), s. 400–413; wyd. następne: zobacz Wydania zbiorowe
10. pojedyncze ody Horacego (Do Mecenasa, Do Augusta), elegie Tybulla i Propercjusza oraz fragm. Farsalii Lukana i fragm. Ziemiaństwa J. Delille’a, zobacz: Wydanie zbiorowe.

Niektóre przekłady znajdują się w czasopismach: Pamiętnik Naukowy (1819), Pamiętnik Warszawski (1818). Estreicher przypisał Dmochowskiemu również autorstwo przekł. C. Goldoniego: Mecenas poczciwy. Komedia we trzech aktach, napisana po włosku... a na ojczysty język przetłumaczona przez J. P. F. D., Warszawa 1779; autorstwo Dmochowskiego zakwestionował S. Pietraszko.

### Wydania zbiorowe
- Pisma rozmaite..., tłumacza „Iliady”[16][17], t. 1–2, Warszawa 1826, zawartość:
  - t. 1: Przekłady, poz. 1–2, 5, 8-10
  - t. 2: Twórczość, poz. 5, 7, 10–11, 13, 26-27

### Prace edytorskie
- (H. Kołłątaj): Do Stanisława Małachowskiego... Anonima listów kilka, cz. 1–3, Warszawa 1788–1789 (według Korbuta Dmochowski współpracował przy tym wydaniu)
- (H. Kołłątaj, I. Potocki): O ustanowieniu i upadku Konstytucji 3 Maja, t. 1–2, Metz (Kraków) 1793; wyd. następne: Lwów 1793, Warszawa 1794 (Dmochowskiemu przypisuje się także współautorstwo tego dzieła)
- I. Krasicki: Dzieła poetyckie, t. 1–2, Warszawa 1802
- I. Krasicki: Dzieła. Edycja nowa i zupełna, t. 1–10, Warszawa 1803–1804 (rękopisy wyd. Dmochowskiego przedr. L. Bernacki: „Materiały do życiorysu i twórczości I. Krasickiego”, Pamiętnik Literacki, rocznik 31, 1934, s. 486–498)
- F. Karpiński: Dzieła wierszem i prozą[18][19][20][21], t. 1–4, Warszawa 1806.

### Listy i materiały
- Do F. Barssa z roku 1796, ogł. W. Smoleński: „Emigracja polska w l. 1795-1797”, Przegląd Historyczny, t. 11 (1910) i odb. (Warszawa 1911)
- Do M. Molskiego z roku 1801, do S. B. Lindego z lat 1807–1808, wyd. T. Wierzbowski w: Materiały do dziejów piśmiennictwa polskiego[22], t. 2, Warszawa 1904
- Korespondencja z H. Kołłątajem z lat 1803-1804: 5 listów Dmochowskiego – z 2 kwietnia, 10 sierpnia, 4 października 1803, 19 sierpnia 1804 i roku 1804 (bez daty); 3 listy Kołłątaja – z 30 sierpnia, 6 października 1803 i 23 marca 1804; wyd. F. Kojsiewicz w: Korespondencja listowna H. Kołłątaja z T. Czackim, t. 1–2, Kraków 1844
- Do Jana Śniadeckiego z 1 stycznia 1804, ogł. J. Baliński: Pamiętniki o Janie Śniadeckim, Wilno 1865, przedr. M. Chamcówna w: J. Śniadecki: „O Koperniku”, Wrocław (1955), Biblioteka Narodowa, seria I, nr 159
- Do Jana Śniadeckiego 2 listy z lat 1804–1805, ogł. S. Kossowski, Pamiętnik Literacki, rocznik 3 (1904), s. 453-455
- Do A. K. Czartoryskiego, rękopis: Biblioteka Czartoryskich, sygn.: Ew. 589 (Archiwum Domowe nr 21: Korespondencja A. K. Czartoryskiego, t. 1. A-G)
- Od I. Krasickiego 5 listów – z lat: 1790, 1798, 1800–1801; wyd.: Z. Goliński, M. Klimowicz, R. Wołoszyński w: Korespondencja I. Krasickiego, t. 2, Wrocław 1958 (z informacją o pierwodrukach i rękopisach)
- Od A. Felińskiego z 30 listopada 1803, rękopis: Ossolineum, sygn. 2097/I k. 67v-68.
- Od F. Karpińskiego 3 listy – z lat 1803–1805, wyd. T. Mikulski, R. Sobol w: „Korespondencja F. Karpińskiego”, Wrocław 1958, Archiwum Literackie nr 4 (z informacją o pierwodrukach i rękopisach)
- Od Jana Śniadeckiego 8 listów z lat 1804–1806, wyd. M. Chamcówna, S. Tync w: Korespondencja Jana Śniadeckiego. Listy z Krakowa, t. 2, Wrocław 1954; 3 listy przedr. w: J. Śniadecki: „O Koperniku”, Wrocław (1955), Biblioteka Narodowa, seria I, nr 159
- Myśli do odezwy deputacji, Myśli do prospektu kodeksu (współautor: G. Piramowicz), wyd. S. Borowski Kodeks Stanisława Augusta, Warszawa 1938, s. 66-90
- Kwity i rachunki dla Wydziału Instrukcji dat.: 26 czerwca, 28 października, 2 listopada 1794; ogł. H. Oprawko, J. Szczepaniec Ze skarbca kultury, zeszyt 16 (1965), s. 230, 285, 289, 295.